# Ed Stone
Edward Daniel Stone (1909 o 1910-20 de marzo o 11 de abril de 1983), apodado «Ace», fue un beisbolista estadounidense que jugó en las Ligas Negras como jardinero desde la década de 1930 hasta la de 1950. Originario de Delaware, asistió a Howard High School y comenzó su carrera profesional con un equipo dirigido por su entrenador de Howard. A lo largo de una carrera que duró 20 años en las Ligas Negras, Stone fue tres veces All-Star. También jugó varias temporadas en México.

## Primeros años de vida
Stone nació en 1909 o 1910: mientras que el Social Security Death Index lo identificó como nacido el 21 de agosto de 1909, otros documentos lo enumeraron con fechas de nacimiento del 2 de enero de 1909, 22 de agosto de 1909, 23 de agosto de 1909, 21 de agosto de 1910 o 22 de agosto de 1910. Aparece en Baseball Reference como nacido en Black Cat, Delaware, una pequeña comunidad cerca de Wilmington, aunque algunos manifiestos de barcos lo identificaron como originario de Wilmington o Newport. En 1930, figuraba en el censo como residente de Christiana con la ocupación de «jornalero».

## Trayectoria
Stone jugó béisbol y asistió a la escuela secundaria Howard, luego comenzó una carrera profesional con los Wilmington Giants, entrenado por Millard Naylor de Howard. Stone, que bateaba con la mano izquierda y lanzaba con la mano derecha, tuvo una carrera profesional que duró 20 años. Jugó brevemente para los Wilmington Hornets y luego se unió a los Bacharach Giants de la Liga Nacional Negra con sede en Atlantic City en 1931 como jardinero. Después de regresar a ellos en 1933 y 1934, jugó para los Brooklyn Eagles en 1935 y bateó .324 con 56 hits y 37 carreras impulsadas (RBI), siendo nombrado All-Star.
Los Eagles se fusionaron con los Newark Dodgers en 1936 y se convirtieron en los Newark Eagles, y Stone sirvió como su jardinero derecho titular ese año, bateando .317.También jugó brevemente para los Pittsburgh Crawfords en la temporada de 1936. Dividió la temporada de 1937 con Newark y los Philadelphia Stars y en 1938, registró un promedio de bateo de .351, el mejor de su carrera, con un porcentaje de slugging de .598 como miembro de los Eagles. Bateó .342 con 31 carreras impulsadas en 1939, luego bateó .267 con 22 carreras impulsadas en 1940, siendo nombrado All-Star cada año.
Después de jugar en la Liga Mexicana de Béisbol en 1941, Stone regresó a los Eagles en 1942 y también apareció para los Homestead Grays ese año. Dividió la temporada de 1943 con los Eagles y los New York Black Yankees. Luego jugó para los Philadelphia Stars de 1944 a 1946, bateando .347 en la temporada de 1944. En mayo de 1946, dejó a los Stars para jugar en México, y el periodista deportivo W. Rollo Wilson señaló que «Stone, uno de los verdaderos bateadores de los Stars, y cuyos largos hits han mantenido en marcha muchas remontadas en los últimos años, ya se ha ido al sur de la frontera, donde será asignado a uno de los clubes más poderosos de los llamados 'forajidos'». También pasó un tiempo ese año con los Pittsburgh Crawfords y realizó una gira con los All-Stars de Jackie Robinson.
Stone seguía jugando en México en 1948, y un escritor comentó que «Ed Stone, quien... bateaba muy bien para los Eagles y los Stars, realmente está bateando muy bien en México». Regresó a los New York Black Yankees en 1950, concluyendo su carrera a los 41 años. En su carrera, fue el líder de la Liga Negra entre los jardineros derechos en asistencias en cuatro temporadas. Tuvo un promedio de bateo de carrera de .313 y un OPS de .852.

## Últimos años y muerte
Stone estaba casado con Bernice Stone. Según Ryan Whirty en Delaware Today, después de la jubilación de Stone, «aparentemente desapareció de la faz de la Tierra, y su destino sigue siendo prácticamente desconocido». Recibió un beneficio de la Seguridad Social mientras se encontraba en Long Island City, Nueva York, en 1983, y murió ese año el 20 de marzo o el 11 de abril, en El Bronx. Se desconoce el lugar de su entierro. Fue incluido póstumamente en el Museo de Deporte y Salón de la Fama de Delaware en 2025.